# Народный бахши Республики Узбекистан
Народный бахши Республики Узбекистан (узб. O‘zbekiston Respublikası xalq baxshisi) — почётное звание, присваиваемое представителям творческих профессий, имеющим большие заслуги в области развития узбекского народного певческого искусства, а также популяризацию произведений народного творчества, мастерство и исполнительную деятельность.
В Узбекистане много делается для сохранения и развития древнего искусства бахши. Широко отмечалось тысячелетие эпоса «Алпамыш», в Термезе был открыт памятник в честь легендарного эпоса, а в Самарканде — мемориальный комплекс, посвящённый выдающимся бахши. В числе прочего было учреждено почётное звание «Народный бахши Республики Узбекистан».
Среди удостоенных этого звания, бахши: Абдуназар Поёнов, Рузимбой Норматов, Чори Умиров, Шоберди бахши и др.

## Нагрудный знак
Нагрудный знак выполнен в форме круга диаметром 34 мм и толщиной 2,2 мм, из серебра 925 пробы, плакированного золотом, толщина покрытия составляет 0,25 микрон. На аверсе изображён поющий бахши, аккомпанирующий себе на домбре, правый нижний край окаймлён лавровой ветвью. В верхней части надпись узб. XALQ BAXSHISI. На реверсе герб Узбекистана. Нагрудный знак соединяется с колодкой, покрытой муаровой лентой цветов государственного флага.